# 슐라거 음악
슐라거(Schlager)는 유럽 대중음악의 한 스타일은 단순하고, 털털하며, 종종 감상적인 가사를 가진 대중음악의 성악곡에 대한 기억하기 쉬운 악기 반주로 일반적으로 정의된다.
미셸은 2017년 3월 15일 베를린에서 공연을 했는데, 그곳에서 그녀는 발라드뿐만 아니라 슐라거를 불렀다. 슐라거의 곡들은 전형적으로 단순하고 기억하기 쉬운 멜로디가 있는 가벼운 팝 곡들 또는 감미롭고 감성적인 발라드이다. 그들의 가사는 전형적으로 사랑, 관계, 그리고 감정에 중점을 둔다. 슐라거의 북부 변형은 (특히 핀란드에서) 우울하고 엘레가적인 주제를 경향이 있는 가사와 함께 핀란드, 북유럽, 슬라브, 동유럽 민요들의 요소들을 가져왔다. 음악적으로, 슐라거는 쉬운 듣기와 같은 스타일과 유사성을 가지고 있다.
이 스타일은 유로비전 송 콘테스트에 자주 등장했으며 1956년 콘테스트가 시작된 이래로 인기를 끌었지만 점차 다른 팝 음악 스타일로 대체되고 있다.

## 같이 보기
- 샹송
- 칸초네